# پلانینووو
پلانینووو (به بلغاری: Planinovo) یک منطقهٔ مسکونی در بلغارستان است که در توپولوفگراد واقع شده‌است.